# Unipos
Unipos株式会社（ゆにぽす、英: Unipos Co., Ltd.）は、東京都渋谷区に本社を置く日本のSaaS企業。

## 概要
Uniposは田中弦がネットエイジグループの子会社として創業したインターネット広告企業。2013年にマネジメント・バイアウトにより独立し、2017年に東京証券取引所マザーズに上場した。インターネット広告の企画、開発、営業の一括請負を行っていたが2021年には撤退、現在は、2017年より提供開始している従業員相互評価SaaSのUnipos（ユニポス）の事業成長に注力している。
心理的安全性をテーマとしたカンファレンスとしては日本で最大規模となる「Unipos心理的安全性サミット2022」を2022年2月24日（木）、25日（金）の2日間にわたりオンラインで開催。2日間の累計申し込み者数は1万人を超えた。

## 沿革
- 2005年 東京都目黒区に株式会社RSS広告社を設立[9]。
- 2009年 東京都渋谷区に本社を移転[9]。
- 2010年 Fringe81株式会社に商号変更[9]。
- 2012年 田中弦によるマネジメント・バイアウトのため、東京都渋谷区にFringe81ホールディングス株式会社を設立[9]。
- 2013年 Fringe81ホールディングス株式会社がFringe81株式会社を子会社化して吸収合併し、商号をFringe81株式会社に変更[9]。
- 2014年 東京都港区に本社を移転[9]。
- 2017年 東京証券取引所マザーズに株式を上場[9]。
- 2021年 商号をUnipos株式会社に変更[9]。
- 2022年 東京都渋谷区に本社を移転